# Ruth Ozeki
Ruth Ozeki (New Haven, Connecticut, 1956. március 12. –) kanadai–amerikai–japán írónő, filmes és zen buddhista pap. Leghíresebb regénye a 2013-ban megjelent Az idő partjain, mely a Booker-díj szűkített listájára is felkerült. Ozeki volt az első gyakorló zen buddhista pap, akit jelöltek a Booker-díjra.

## Élete
Ozeki a Connecticut-beli New Havenben született és nevelkedett, amerikai apa, Floyd Lounsbury és japán anya, Masako Yokoyama gyermekeként. Angolt és Ázsia-tanulmányokat hallgatott a Smith College-ben, Northamptonban, Massachisetts-ben és sokfelé utazgatott Ázsiában. Ösztöndíjasként a Nara University-n tanult klasszikus japán irodalmat.
Japánban töltött évei alatt dolgozott Kyoto szórakoztató negyedében hostessként, virágkötészetet tanult, belekóstolt a No drámába és a maszk-készítésbe, nyelviskolát alapított, és angolt tanított a Kyoto Sangyo University-n.
1985-ben költözött New Yorkba és művészeti vezetőként filmes karrierbe kezdett, főleg alacsony költségvetésű horrorfilmeken dolgozott. Ezután televíziózásra váltott, pár évig egy japán vállalatnak készített dokumentumfilm jellegű műsorokat. Ezután kezdett saját filmeket gyártani.
Az 1994-es Body of Correspondence c. filmje New Visions Award díjat nyert a San Francisco filmfesztiválon és PBS-re jelölték. Halving the Bones (1995) című díjnyertes, életrajzi filmje arról az utazásról mesél, mikor Ozeki hazahozta nagyanyja földi maradványait Japánból. Többek között bemutatták az alábbi filmfesztiválokon is: Sundance Film Festival, Museum of Modern Art, Montreal World Film Festival, Margaret Mead Film Festival. Ozeki filmjei, oktatási céllal, mostanában egyetemeken, múzeumokban futnak szerte a világban.

## Irodalmi munkássága
Első két regénye, a My Year of Meats (1998) és az All Over Creation (2003), 11 nyelvre lett lefordítva és 14 országban adták ki őket. Első regénye, a My Year of Meats, 1998-ban jelent meg és rengeteg méltató kritikát zsebelt be, olvasótábora pedig továbbra is nő. A könyv szexi, megindító és vicces mese a globális hús- és médiatermelésről. Két nő, Jane és Akiko történetét meséli el, akik a bolygó két oldalán laknak, az életük pedig összekapcsolódik egy tévés főzőműsoron keresztül. 11 nyelvre fordították le, 14 országban adták ki, és számtalan díjat nyert.
Az idő partjain (A Tale for the Time Being, 2013) című regénye bekerült a Booker-díj szűkített listájába, és több mint 30 országban tervezték kiadni. Magyarországon a Tea Kiadó gondozásában jelent meg 2014 szeptemberében.

## Magánélet
Ruth Ozeki, egyetemi és főiskolai előadóként megosztja idejét Brooklyn és a Cortes Sziget (Brit Kolumbia) között, ahol ír, kötöget és kacsákat nevel férjével, a művész Oliver Kellhammerrel. A zen buddhizmus gyakorlója. Az Everday Zen weboldal szerkesztője. 2010-ben zen buddhista pappá szentelték.

## Könyvei
- Halving the Bones, 1995
- My Year of Meats, Penguin. 1998
- All Over Creation, Penguin. 2003
- A Tale for the Time Being, Viking. 2013
  - Az idő partjain; ford. Dudik Annamária Éva; Tea, Budapest, 2014
- The Book of Form and Emptiness, Viking, 2021

## Díjak, jelölések
- Kiriyama Prize (My Year of Meats)
- American Book Award (All Over Creation)
- 2013: Booker-díj szűkített lista (Az idő partjain)
- 2013: Los Angeles Times Book Prize (Az idő partjain)
- 2014: National Book Critics Circle Award jelölés (Az idő partjain)
- 2022: Nők szépprózai díja (The Book of Form and Emptiness)